# 肾萼金腰
肾萼金腰（学名：Chrysosplenium delavayi），又名青猫儿眼睛草，为虎耳草科金腰属下的一个种。

## 扩展阅读
- 維基物種上的相關：青猫儿眼睛草